# Skulik dębownik
Skulik dębownik (Scymnus auritus) – gatunek chrząszcza z rodziny biedronkowatych. Zamieszkuje palearktyczną Eurazję. Bytuje na drzewach i krzewach liściastych.

## Taksonomia
Gatunek ten opisany został po raz pierwszy w 1795 roku przez Carla Petera Thunberga. Jako miejsce typowe wskazano Västergötland w Szwecji.

## Morfologia
Chrząszcz o krótkim, szeroko-owalnym, wysklepionym ciele długości od 2 do 2,5 mm.
Głowa u samców jest ruda do czerwonobrunatnej, u samic przyciemniona u podstawy lub całkiem czarna. Żółtobrązowe czułki zbudowane są z 11 członów. Głaszczki szczękowe również mają barwę żółtobrązową.
Powierzchnia przedplecza jest mocno punktowana, a przestrzenie między punktami są błyszczące wskutek słabej mikrorzeźby. U samców przedplecze jest brunatnoczerwone, zwykle z dużą czarną plamą w części środkowo-nasadowej. U samic przedplecze jest czarne z wąsko brunatnoczerwono obwiedzionym przednim brzegiem, a niekiedy z brunatnoczerwono zaznaczonymi kątami przednimi. Tarczka jest czarna. Pokrywy są czarne z wąsko, rudo obwiedzionymi krawędziami wierzchołkowymi. Na pokrywach występują szeregi włosków, które w części środkowej są proste i skierowane ku tyłowi. Duże punkty na pokrywach są niewiele większe od punktów małych. Odnóża są ciemnożółte lub żółtobrunatne, czasem z zaczernionymi nasadami ud. Czteroczłonowe stopy wieńczą wyraźnie rozdwojone u podstawy pazurki. Przedpiersie ma na wyrostku międzybiodrowym dwa żeberka.
Na pierwszym z widocznych sternitów odwłoka (pierwszym wentrycie) występują pełne, półokrągłe linie udowe, sięgające łukiem prawie do tylnej krawędzi sternitu, a zewnętrznymi końcami do przedniej jego krawędzi. Barwa czwartego i piątego z widocznych sternitów jest ruda. Genitalia samca odznaczają się obficie owłosionymi paramerami.

## Ekologia i występowanie
Owad ten występuje od nizin po niższe góry, preferując suchsze stanowiska. Zasiedla lasy, polany, zarośla i ogrody. Bytuje na drzewach i krzewach liściastych, w tym na bzie czarnym, czeremchach, głogach, dębach, grabach i lipach, przy czym na czeremchach i głogach przebywa podczas ich kwitnienia. Zarówno larwy jak i owady dorosłe są drapieżnikami żerującymi na roztoczach. Postacie dorosłe zimują pod korą drzew i w ściółce.
Gatunek palearktyczny. W Europie znany jest z Portugalii, Hiszpanii, Wielkiej Brytanii, Francji, Belgii, Luksemburga, Holandii, Niemiec, Szwajcarii, Austrii, Włoch, Malty, Danii, Norwegii, Szwecji, Finlandii, Estonii, Łotwy, Litwy, Polski, Czech, Słowacji, Węgier, Białorusi, Ukrainy, Mołdawii, Rumunii, Bułgarii, Słowenii, Chorwacji, Bośni i Hercegowiny, Czarnogóry, Serbii, Albanii, Macedonii Północnej, Grecji oraz europejskich części Rosji i Turcji. Dalej na wschód zamieszkuje Cypr, Azję Zachodnią, Kaukaz, Zakaukazie, Azję Środkową, Syberię i Chiny.